# Nathaniel Barnaby
Pour les articles homonymes, voir Barnaby.
Nathaniel Barnaby (25 février 1829 à Chatham - 16 juin 1915 à Londres) était un architecte naval et le directeur de construction naval de la Royal Navy de 1872 à 1885.

## Biographie
Né le 25 février 1829 à Chatham, Barnaby commence sa carrière comme apprenti naval à Sheerness en 1843. Il obtient une bourse d'études à l'école navale de Portsmouth en 1848. Après avoir obtenu son diplôme en 1852, il devient dessinateur au chantier naval de Woolwich. Il est invité à rejoindre le département de la construction navale en 1854 pour participer à la conception du premier navire de guerre britannique cuirassé, le HMS Warrior..
Sir Edward Reed devient chef constructeur en 1863. Il est marié à la sœur de Barnaby et fait de ce dernier le chef de son personnel. À ce poste, il travaille sur la majorité des navires de guerre britanniques, jusqu'à l'époque du HMS Monarch. Lorsque Reed prend sa retraite en 1872, Barnaby est élevé au rang de « président du Conseil de la construction et architecte naval en chef ». Toujours appelé « constructeur en chef », ce titre est modifié en 1875 pour devenir « directeur de la construction navale » (DNC).
Nathaniel Barnaby a été fait Compagnon de l'Ordre du Bain en 1876 et Chevalier Commandeur de l'Ordre du Bain en 1885, année où il a pris sa retraite pour des raisons de santé. Pendant sa retraite, il a vécu pour voir le début de l'ère du Dreadnought.
Pendant les treize années de son mandat, il a dû faire face à des changements plus nombreux et plus variés dans la conception des navires que n'importe quel directeur de la construction navale avant ou depuis. Il voit l'armement principal passer de fusils à chargement par la bouche de 12 pouces à des chargeurs par la culasse de 16,25 pouces, l'introduction de l'armement secondaire, l'armement logé dans des citadelles centrales, l'armement logé dans des barbettes et dans des tourelles, et le développement de la torpille. Il a également vu la fin du gréement dans les cuirassés.
Sir William White lui succède dans le rôle de chef constructeur.
Barnaby meurt le 16 juin 1915, à Londres.

## Décorations
- Chevalier commandeur de l'Ordre du Bain

## Source
- (en) Cet article est partiellement ou en totalité issu de l’article de Wikipédia en anglais intitulé « Nathaniel Barnaby » (voir la liste des auteurs).